# Sarah Katsoulis
Sarah Katsoulis, née le 10 mai 1984 à Milton, est une nageuse australienne en activité, spécialiste des épreuves de brasse. 

## Palmarès

### Championnats du monde

#### Grand bassin
- Championnats du monde 2009 à Rome (Italie) :
  -  Médaille d'argent du relais 4 × 100 m quatre nages.
  -  Médaille de bronze au 50 m brasse.

#### Petit bassin
- Championnats du monde 2004 à Indianapolis (États-Unis) :
  -  Médaille de bronze au 200 m brasse.
- Championnats du monde 2008 à Manchester (Royaume-Uni) :
  -  Médaille d'argent au 50 m brasse.
  -  Médaille d'argent du relais 4 × 100 m quatre nages.
- Championnats du monde 2010 à Dubaï (Émirats arabes unis) :
  -  Médaille de bronze du relais 4 × 100 m quatre nages[1].
- Championnats du monde 2012 à Istanbul ( Espagne) :
  -  Médaille d'argent du relais 4 × 100 m quatre nages.
  -  Médaille de bronze au 50 m brasse.

### Jeux du Commonwealth
- Jeux du Commonwealth de 2010 à Delhi (Inde) :
  -  Médaille de bronze au 200 m brasse.

### Championnats pan-pacifiques
- Championnats pan-pacifiques 2006 à Victoria (Canada)
  -  Médaille de bronze au 100 m brasse.
  -  Médaille de bronze du relais 4 × 100 m quatre nages.

- Championnats pan-pacifiques 2010 à Irvine (États-Unis)
  -  Médaille de bronze au 100 m brasse.